# Idealisten
Pour plus de détails, voir Fiche technique et Distribution.
Idealisten est un thriller danois coécrit et réalisé par Christina Rosendahl, sorti en 2015.

## Synopsis
Dans les années 1980, près de 20 ans après l'accident nucléaire de Thulé, un journaliste de radio est contacté par une personne se disant irradiée...

## Fiche technique
- Titre original : Idealisten
- Titre français :
- Réalisation :
- Scénario :
- Direction artistique :
- Décors :
- Costumes :
- Photographie : Laust Trier-Mørk
- Montage : Molly Marlene Stensgaard
- Musique : Jonas Struck
- Production : Jonas Frederiksen et Leick Jensen
- Société(s) de production : Institut du film danois, Nordisk Film- & TV-Fond et Toolbox Film
- Société(s) de distribution : Svensk Filmindustri
- Pays d’origine :  Danemark
- Langue : danois
- Format : Couleurs
- Genre : Thriller
- Durée :
- Dates de sortie : 9 avril 2015

## Distribution
- Thomas Bo Larsen
- Søren Malling
- Peter Plaugborg